# Metachrostis velocissima
Metachrostis velocissima är en fjärilsart som beskrevs av Turati. Metachrostis velocissima ingår i släktet Metachrostis och familjen nattflyn. Inga underarter finns listade i Catalogue of Life.